# Megacyllene andesiana
Megacyllene andesiana es una especie de escarabajo longicornio del género Megacyllene, tribu Clytini, subfamilia Cerambycinae. Fue descrita científicamente por Casey en 1912.

## Descripción
Mide 15 milímetros de longitud.

## Distribución
Se distribuye por Ecuador y Perú.